# おしえて!ガリレオ
『おしえて!ガリレオ』は、日本テレビ系列局ほかで放送されていたクイズ番組である。読売テレビとネクサスの共同製作。日本テレビ系列局では1992年10月25日から1994年3月20日まで、毎週日曜 19:00 - 19:30 （日本標準時）に放送。

## 概要
理科全般をテーマとする子供向けの教養クイズを出題していた番組で、スタジオで実際に理科の実験を行っていた。1972年6月に『天才バカボン』が終了して以来の読売テレビ製作・大塚製薬一社提供番組であり、開始当初には『大塚サイエンススタジオ おしえて!ガリレオ』と、1993年10月にはタイトルロゴを一新し『大塚実験ランド おしえて!ガリレオ』と題して放送されていた。なお、19:00の時報直後にはカウキャッチャー扱いでポカリスエットなどのCMが放送されてから番組が始まっており、さらに番組終了後のエンドカードと『日立 あしたP-KAN気分!』のクロスプログラムの間には丸八真綿のCMがヒッチハイクとして流されていた。
司会は三宅裕司ほかが担当。他に番組マスコットとして、「ガリレオ君」という立方体のマックス・ヘッドルーム風のCGキャラクターがいた。ガリレオ君は、解答者からの答えが出た後に三宅たち司会者（VTR問題の時にはVTR出演者）が行う「おしえて!ガリレオー!!」のコールとともに現れ、問題の解説をする役割を担っていた。
オープニングのレギュラーコーナーとして、バカルディ（後のさまぁ〜ず）が体を張って様々な実験を行う「バカルディのやってみなけりゃ分からない」というクイズコーナーがあった。後期には、前期で解答者を務めていた秋山仁が出すクイズに答えるコーナーも設けていた。また、秋山自身もモチーフにされていた後述の学者人形がアニメキャラクターになり、4コマ漫画形式で問題を出したり解説をしたりする実験クイズコーナー「○○くんのどうなるの?」も後に登場した。
『全日本歌謡選手権』から続いた日曜19時台前半の読売テレビ制作枠はこれをもって廃枠となり、後続の日本テレビ制作・日立グループ提供枠と統合した（当番組スポンサーの大塚製薬もそのまま継承）。ゴールデン・プライム全体では、2020年1月から3月まで22:30 - 23:25で放送されていた「日曜ドラマ」（日本テレビから制作局を移管）まで26年途絶えた。一方のスポンサード枠は54分番組の『投稿!特ホウ王国』となったが、スポンサーダイヤはそのまま引き継いだため、『特ホウ王国』の前半30分を大塚製薬の一社提供で継続した。一社提供体制は終えているが、『ザ!鉄腕!DASH!!』以後も継続中。

## ルール

### 前期
問題には難易度が設定されており、その度数がそのまま正解者に入る点数になる。クイズは4問で、解答表記は解答席とは別の場所にあるモニターで表示していた。全問正解して10点を獲得した解答者には海外旅行が贈られる。また、海外旅行は視聴者にもプレゼントされ、応募者のいずれか1人に贈られた。

### 後期
正解者は解答席後部のレールに模型SLに乗せられて運ばれてくる世界の学者人形5種類（ガリレオ、アインシュタイン、ニュートン、平賀源内、秋山仁）のいずれか1つを任意に選んで取る。そして番組のエンディングでスロットを回し、スロットが指した学者と同じ人形を持っていた解答者には金貨が贈られる。解答表記はフリップに書いて見せるように変更された。

## 出演者

### メイン司会
- 三宅裕司

### アシスタント
前期
- 林家こぶ平（後の九代目林家正蔵）

後期
- 島崎和歌子
- 有賀さつき

### レギュラー解答者
前期
- 加山雄三
- 江守徹
- 山瀬まみ
- 秋山仁

後期
- 蔵間竜也
- 麻木久仁子
- ヒロミ
- 永作博美

### オープニング問題出演
- バカルディ（大竹一樹、三村マサカズ）

### 解説者（後期より）
- 秋山仁

## スタッフ
- ナレーション：大森章督
- 構成：木村仁
- 出題ブレーン：千石正一、青木保、アースワークス、インスティテュートワープ、西山聖
- TD：榎本吉雄
- カメラ：石森和弘
- 音声：上甲一治
- VE：土田全厚
- VTR：芹沢清一郎
- 照明：三浦弘
- セットデザイン：根本研二
- 美術進行：横山勇（ウッドオフィス）
- 大道具：小長谷千秋
- 電飾：中島光森
- キャラクターCG：大西憲司
- タイトル：山口寿人
- 編集：小林淳也（クロステレビメディア）
- MA：堤智浩
- 音効：稲村淳（サウンドプロ企画  現:タルス）
- TK：小宮高子
- ディレクター：田中昌裕、市川和浩
- 演出：久保田芳樹
- プロデューサー：竹内伸治（YTV）、島本雄二 (映画プロデューサー)、竹野篤（nexus）
- 技術協力：ACT、クロステレビメディア
- 美術協力：ウッドオフィス
- 制作著作：よみうりテレビ（読売テレビ）、nexus（ネクサス）

## ネット局
系列はネット終了時のもの。
| 放送対象地域   | 放送局             | 系列                                         | 備考                                                 |
| -------------- | ------------------ | -------------------------------------------- | ---------------------------------------------------- |
| 近畿広域圏     | 読売テレビ         | 日本テレビ系列                               | 製作局                                               |
| 関東広域圏     | 日本テレビ         | 日本テレビ系列                               |                                                      |
| 北海道         | 札幌テレビ         | 日本テレビ系列                               |                                                      |
| 青森県         | 青森放送           | 日本テレビ系列                               |                                                      |
| 岩手県         | テレビ岩手         | 日本テレビ系列                               |                                                      |
| 宮城県         | ミヤギテレビ       | 日本テレビ系列                               |                                                      |
| 秋田県         | 秋田放送           | 日本テレビ系列                               |                                                      |
| 山形県         | 山形テレビ         | フジテレビ系列                               | 1993年3月まで                                        |
| 山形県         | 山形放送           | 日本テレビ系列                               | 1993年4月から                                        |
| 福島県         | 福島中央テレビ     | 日本テレビ系列                               |                                                      |
| 山梨県         | 山梨放送           | 日本テレビ系列                               |                                                      |
| 新潟県         | テレビ新潟         | 日本テレビ系列                               |                                                      |
| 長野県         | テレビ信州         | 日本テレビ系列                               |                                                      |
| 静岡県         | 静岡第一テレビ     | 日本テレビ系列                               |                                                      |
| 富山県         | 北日本放送         | 日本テレビ系列                               |                                                      |
| 石川県         | テレビ金沢         | 日本テレビ系列                               |                                                      |
| 福井県         | 福井放送           | 日本テレビ系列 テレビ朝日系列                |                                                      |
| 中京広域圏     | 中京テレビ         | 日本テレビ系列                               |                                                      |
| 鳥取県・島根県 | 日本海テレビ       | 日本テレビ系列                               |                                                      |
| 広島県         | 広島テレビ         | 日本テレビ系列                               |                                                      |
| 山口県         | 山口放送           | 日本テレビ系列                               | 1993年9月まではテレビ朝日系列とのクロスネット局      |
| 徳島県         | 四国放送           | 日本テレビ系列                               |                                                      |
| 香川県・岡山県 | 西日本放送         | 日本テレビ系列                               |                                                      |
| 愛媛県         | 南海放送           | 日本テレビ系列                               |                                                      |
| 高知県         | 高知放送           | 日本テレビ系列                               |                                                      |
| 福岡県         | 福岡放送           | 日本テレビ系列                               |                                                      |
| 長崎県         | 長崎国際テレビ     | 日本テレビ系列                               |                                                      |
| 熊本県         | くまもと県民テレビ | 日本テレビ系列                               |                                                      |
| 大分県         | テレビ大分         | 日本テレビ系列 フジテレビ系列                | 1993年9月まではテレビ朝日系列との3系列クロスネット局 |
| 宮崎県         | テレビ宮崎         | フジテレビ系列 日本テレビ系列 テレビ朝日系列 | [ 3 ]                                                |
| 鹿児島県       | 鹿児島テレビ       | 日本テレビ系列 フジテレビ系列                | [ 3 ]                                                |

### 備考
- 山形県においては、当初は日本テレビ系・テレビ朝日系のクロスネット局だった山形放送ではなく、当時フジテレビ系列に属していた山形テレビが放送していた[4]。山形放送は1981年4月から1993年3月までの12年間、日曜19:00 - 23:00にテレビ朝日系の番組を放送しており、本来の本番組が放送される時間帯においては朝日放送（現：朝日放送テレビ）制作の『巨泉の使えない英語』を同時ネットで放送していた。1993年4月に山形テレビがフジテレビ系列からテレビ朝日系列へネットチェンジし、同時に山形放送が日本テレビ系フルネット局になったことから、それ以降は山形放送で放送されることになった[5]。
- 鹿児島県においては、日本テレビ系・フジテレビ系のクロスネット局だった鹿児島テレビは、当番組終了直後の1994年4月1日から、鹿児島読売テレビ（KYT）の開局に伴い、日本テレビ系列を脱退し、フジテレビ系フルネット局へ移行した。

## エピソード
- 前期の解答者だった秋山仁がパーフェクト賞を獲得し、その翌週の一度だけ秋山が司会、逆に司会の三宅裕司と林家こぶ平が解答者になったことがある。
- ヒロミは後期においては正解しても秋山の人形だけは頑なに取ろうとせず、他の人形を取るようにしていた。